# Saint-Junien
Saint-Junien, (tiếng Occitan: Sent Junian), là một xã của tỉnh Haute-Vienne, thuộc vùng Nouvelle-Aquitaine, miền trung nước Pháp.